# Jon Bellion
Pour les articles homonymes, voir Bellion.
 (avril 2016).
Si vous disposez d'ouvrages ou d'articles de référence ou si vous connaissez des sites web de qualité traitant du thème abordé ici, merci de compléter l'article en donnant les références utiles à sa vérifiabilité et en les liant à la section « Notes et références ».
Jonathan «Jon» Bellion (né le 26 décembre 1990) est un chanteur, compositeur, producteur et rappeur. Il est né à Lake Grove, dans l'État de New York.
Bellion a sorti quatre mixtapes; la plus récente, The Definition est sortie le 23 septembre 2014. Il sort le 10 juin 2016 son premier album The Human Condition. Il est actuellement signé chez le label Visionary Music group et Capitol Records. 

## Biographie
La première mixtape, Scattered Thoughts Vol. 1 est sortie au début de 2011 sur sa page Facebook et a atteint plus de 11 000 téléchargements. Bellion a composé et produit toutes ses musiques. Jon Bellion a signé avec Visionary Music Group en 2012 et il a sorti une reprise de Drake, The Motto sur la page Youtube de VMG.
En 2013, Bellion a écrit le couplet de la chanson The Monster de Eminem en duo avec Rihanna. Cette chanson a aussi remporté un Grammy Award en 2015 pour la meilleure collaboration entre un rappeur et une chanteuse. Bellion a aussi co-écrit et produit la chanson Trumpets de Jason Derulo en 2012, qui n'a pas été publié avant 2013 au Royaume-Uni et 2014 aux États-Unis. 
Jon Bellion a sorti son quatrième projet, intitulé The Definition, sous le label Visionary Music Group le 23 septembre 2014. Bellion a lancé sa première tournée nationale appelée The Beautiful Mind Tour en octobre 2014. 
Bellion a sorti trois morceaux au début de 2015 - Woodstock (Psychedelic Fiction), All Time Low, accompagné de vocalises par Travis Mendes, et Woke the F*** Up - sous le label Capitol Records. Le 31 mars 2015, Bellion a annoncé sa deuxième tournée nationale, The Definition Tour. La tournée a commencé le 26 mai 2015 et s'est finie le 2 juillet 2015. Bellion a aussi donné sa voix pour le morceau  Beautiful Now, morceau extrait de l'album True Colors de Zedd, sorti le 15 mai 2015. Bellion est aussi présent sur l'album Psycadelik Thoughtz du rappeur B.o.B, sur le morceau Violence.
Bellion a sorti plusieurs versions acoustiques des chansons de l'album The Definition. Il a publié All Time Low (Acoustic) le 26 février 2016, puis Human (Acoustic) le 4 mars 2016.
Le 10 juin 2016, Bellion sort finalement son premier album studio The Human Condition sur lequel on retrouve All Time Low et Woke The F*** Up.

### Beautiful Mind Records
En juillet 2019, Jon Bellion lance son propre label Beautiful Mind Records et signe Lawrence comme premier artiste. Bellion déclare que son intention avec ce nouveau label est de "prendre soin des artistes pour le reste de leur carrière" et de créer une famille de créateurs musicaux qu'il soutient et avec lesquels il collabore.

## Influences
Bellion a reconnu plusieurs fois que Kanye West est une de ses plus grandes inspirations. « J'aimais beaucoup de choses mais c'est Kanye West qui a vraiment fait changer les choses pour moi » confesse-t-il dans une interview au Huffington Post. West est aussi la raison pour laquelle Bellion a abandonné l'université et a poursuivi dans la musique. Il a dit être aussi influencé par Coldplay, Bruno Mars, John Mayer, André 3000 et d'autres.

## Discographie

### Albums
- 2016 : The Human Condition
- 2018 : Glory Sound Prep

### Mixtapes
| Titre                         | Informations                                                      |
| ----------------------------- | ----------------------------------------------------------------- |
| Scattered Thoughts Vol. 1     | - Sortie: 2011 - Format: téléchargeable sur Internet              |
| Translations Through Speakers | - Sortie: 20 février 2013 - Format: téléchargeable sur Internet   |
| The Separation                | - Sortie: 10 décembre 2013 - Format: téléchargeable sur Internet  |
| The Definition                | - Sortie: 23 septembre 2014 - Format: téléchargeable sur Internet |